# L.A.X.
L.A.X – trzeci album studyjny amerykańskiego rapera The Game. Premiera płyty przekładana była wielokrotnie, jednak ostatecznie odbyła się 22 sierpnia 2008 roku. Album wyszedł nakładem Geffen Records. Pierwszym oficjalnym singlem została, wydana 21 kwietnia, piosenka Game’s Pain, gdzie w refrenie gościnnie można usłyszeć Keyshia'e Cole. Drugim singlem, wydanym 24 czerwca, został utwór Dope Boys, który Game nagrał wraz z Travisem Barkerem. 16 maja 2008 roku w programie 106 & Park raper zapowiedział, że trzecim singlem będzie kawałek z gościnnym udziałem Lila Wayne’a.

## Historia
Na noworocznym koncercie Nasa niespodziewanie pojawił się gościnnie The Game, który powiedział kilka słów o nowej płycie. Między innymi sprostował informacje dotyczące nazwy krążka – pierwotnie miał on być nazwany The D.O.C. jednak zmieniono ją na L.A.X. Zapowiedział również premierę na czerwiec 2008 roku. Na koniec Nas powiedział, że na płycie znajdą się przynajmniej dwie produkcje Dr. Dre. Oprócz Dr. Dre produkcją zajmie się również Cool & Dre Płyta ma być bardziej uniwersalna, przypominać stylem pierwsze LP rapera (The Documentary). Płyta opowiada o jednym dniu z życia Game w Compton.

## Goście
Wśród gości pojawił się m.in. Common, Ice Cube, Keyshia Cole, Lil Wayne, Ludacris, Nas, Ne-Yo oraz członek Wu-Tang Clanu – Raekwon.

## Lista utworów
| #  | Tytuł                     | Goście            | Produkcja                                                | Sample                                                                      | Czas |
| -- | ------------------------- | ----------------- | -------------------------------------------------------- | --------------------------------------------------------------------------- | ---- |
| 1  | „Intro”                   | DMX               | Ervan „E.P.” Pope                                        |                                                                             | 1:21 |
| 2  | „LAX Files”               |                   | J.R. Rotem                                               |                                                                             | 3:59 |
| 3  | „State of Emergency”      | Ice Cube          | J.R. Rotem                                               |                                                                             | 3:39 |
| 4  | „Bulletproof Diaries”     | Raekwon           | Jelly Roll                                               |                                                                             | 4:52 |
| 5  | „My Life”                 | Lil Wayne         | Cool & Dre                                               | - Elementy z „So Tired” w wykonaniu Birdman, Lil Wayne                      | 5:21 |
| 6  | „Money”                   |                   | Cool & Dre                                               |                                                                             | 5:13 |
| 7  | „Cali Sunshine”           | Bilal             | Nottz                                                    | - Elementy i sample z „California Sunshine” w wykonaniu The Dramatics       | 4:33 |
| 8  | „Ya Heard”                | Ludacris          | Nottz                                                    | - Elementy i sample z „Jam On It” w wykonaniu Newcleus                      | 4:05 |
| 9  | „Hard Liqour (Interlude)” |                   | Ervan „E.P.” Pope                                        |                                                                             | 1:51 |
| 10 | „House of Pain”           |                   | DJ Toomp                                                 |                                                                             | 4:32 |
| 11 | „Gentleman’s Affair”      | Ne-Yo             | J.R. Rotem                                               | - Element refrenu z „Duffle Bag Boy” w wykonaniu Playaz Circle & Lil Wayne. | 3:39 |
| 12 | „Let Us Live”             | Chrisette Michele | Scott Storch                                             | - „Inner City Blues” w wykonaniu Marvin Gaye                                | 4:39 |
| 13 | „TouchDown”               | Raheem DeVaughn   | 1500 or Nothin’                                          |                                                                             | 4:00 |
| 14 | „Angel”                   | Common            | Kanye West                                               | - „Prayer” w wykonaniu Curtis Mayfield                                      | 4:28 |
| 15 | „Never Can Say Goodbye”   | Latoiya Williams  | Ervin „EP” Pope (koprodukcja by The Game)                | - Elementy z „Between the Sheets” w wykonaniu The Isley Brothers            | 4:40 |
| 16 | „Dope Boys”               | Travis Barker     | 1500 or Nothin', dodatkowa produkcja w wykonaniu DJ Quik |                                                                             | 4:01 |
| 17 | „Game’s Pain”             | Keyshia Cole      | Knobody & Dahoud Darien, dodatkowa produkcja „E.P.”      |                                                                             | 4:22 |
| 18 | „Letter to the King”      | Nas               | Hi-Tek                                                   | - Sample z „Memoirs of the Traveler” w wykonaniu The Jaggerz                | 5:46 |
| 19 | „Outro”                   | DMX               |                                                          |                                                                             | 1:28 |

## Utwory, które nie znalazły się na płycie
| Tytuł                                          | Goście                                   | Produkcja       | Sample                                                     | Czas |
| ---------------------------------------------- | ---------------------------------------- | --------------- | ---------------------------------------------------------- | ---- |
| „Big Dreams”                                   |                                          | Cool & Dre      |                                                            | 4:51 |
| „Camera Phone”                                 | Ne-Yo                                    | Cool & Dre      |                                                            | 4:33 |
| „Heaven”                                       |                                          | Jelly Roll      | bd.                                                        |      |
| „I Ain’t Fucking Wit U”                        | Busta Rhymes                             | Trackmasters    | bd.                                                        |      |
| „Nice”                                         |                                          | Irv Gotti       |                                                            |      |
| „People”                                       | Mary J. Blige                            | Cool & Dre      | bd.                                                        |      |
| „Put Ya Hands Up (Breaking Rules)”             | Busta Rhymes                             | Scott Storch    |                                                            |      |
| „Red Magic”                                    | Lil Wayne                                | Cool & Dre      | Zawiera słowa z „Roc Boys (And the Winner Is)...” by Jay-Z | 3:47 |
| „Undefeated”                                   | Marsha Ambrosius & Busta Rhymes          | Just Blaze      | bd.                                                        |      |
| „Street Ryders”                                | Akon & Nas                               | Cool & Dre      |                                                            |      |
| „Superman”                                     |                                          | Just Blaze      |                                                            | 5:10 |
| „Status Achieved”                              |                                          | Polow da Don    |                                                            |      |
| „Good Ole Days”                                |                                          | FOC             |                                                            |      |
| „Hustlers' Dreams”                             | Anthony Hamilton                         | Dre & Vidal     |                                                            |      |
| „911 Is A Joke (Cop Killa) (R.I.P. Sean Bell)” | Clyde Carson & The California Murda Crew |                 |                                                            | 4:04 |
| „Close To Me”                                  | Robin Thicke                             |                 |                                                            |      |
| „Storybook”                                    |                                          | Jeff Bass       |                                                            |      |
| „Before I Sleep”                               |                                          | Hi-Tek          |                                                            |      |
| „Let Them Burn”                                | Fabolous & Lil Wayne                     | Just Blaze      |                                                            |      |
| „Around Here”                                  | Lil Wayne                                | Scott Storch    |                                                            |      |
| „Childhood”                                    |                                          | Tre Beats       |                                                            |      |
| „Cali Smoke”                                   | Snoop Dogg                               | Swizz Beatz     |                                                            |      |
| „Confirmation”                                 | Devin the Dude                           | Red Spyda       |                                                            |      |
| „It's A Mans World”                            |                                          | Kanye West      |                                                            |      |
| „My Impala”                                    |                                          | Havoc           |                                                            |      |
| „Welcome To Compton”                           | DJ Khaled                                | Cool & Dre      |                                                            |      |
| „Beat ’Em Up”                                  |                                          | Just Blaze      |                                                            |      |
| „No More Questions”                            |                                          | Ervin „EP” Pope |                                                            |      |